# こちら西町ラジオ村
『こちら西町ラジオ村』（こちらにしまちラジオむら）は、2002年4月1日から2009年10月2日までラジオ沖縄で放送されていたワイド番組である。番組終了時点での放送時間は毎週月曜 - 金曜 16:00 - 18:00 （日本標準時）。

## パーソナリティ
- 工藤幸男（2002年4月 - 2005年3月）
- 諸見里杉子[1]（2002年4月 - 2009年9月）
- 米吉奈名子[1]（2004年4月 - 2007年3月）
- 屋良悦子[2]（2007年4月 - 2007年9月）
- こいそまこと[3]（2007年10月 - 2009年10月）

## タイムテーブル
2004年2月時点でのデータを記載。
- 16:00 オープニング
- 16:02 ニュース
- 16:10 ミュージックスクランブル（ニッポン放送製作）
- 16:25 健康ワンポイント
- 16:30 川中美幸 人・うた・心（文化放送製作）
- 16:40 新日本製薬・ラジオショッピング
- 16:45 どうですか歌謡曲（ニッポン放送製作）
- 16:55 交通情報
- 17:00 ニュース・パレード（文化放送製作） - 生放送。
- 17:15 先島ニュース
- 17:20 マイクアラカルト
- 17:30 経済ニュース
- 17:35 交通情報
- 17:40 お天気ミュージカル - 天気予報。天気の概況によって流れる音楽が変わった。
- 17:45 子ども会ラジオニュース
- 17:50 ラジオ掲示板